# Баха, Набиль
Набиль Баха (араб. نبيل باها‎; родился 12 августа 1982 года в Ремирмоне, Франция) — марокканский футболист и футбольный тренер, известный по выступлениям за «Малагу» и сборную Марокко.

## Клубная карьера
Баха родился во французском Ремирмоне в семье иммигрантов из Марокко. В 2000 году окончил футбольную академию «Монпелье» и сезон 2000/01 выступал за дублирующий состав. Набиль не сумел пробиться в основу «Монпелье» и по окончании сезона подписал контракт с португальским «Навалом». В новой команде Баха стал основным нападающим и после трех сезонов забил 24 гола в 84 встречах. Летом 2004 года он перешёл в более именитую «Брагу», но выиграть конкуренцию не смог. Нибиль подписал соглашение с испанским «Расингом» из Ферроля, но по окончании сезона команда вылетела из Сегунды, а Баха вернулся во Францию. Его новым клубом стал «Кретей». Набиль поиграл за команду всего полгода, как и за следующий свой клуб «Понферрадина».
В 2008 году Баха подписал соглашение с «Малагой». 31 августа в матче против «Атлетико Мадрид» он дебютировал в Ла Лиге. 5 октября в поединке против «Рекреативо» Баха забил свой первый гол за «анчоусов». В своем первом сезоне он забил 10 голов и стал вторым бомбардиром команды, несмотря на то, что основным нападающим был Сальва. После удачного сезона активный интерес проявлял румынский «Стяуа», но нападающий отказался, ссылаясь на желание продолжить карьеру в Ла Лиге. За «Малагу» Набиль отыграл четыре сезона, забив 24 гола в 109 матчах. Этот период его карьеры стал наиболее удачным.
После окончания контракта с «анчоусами» Баха заключил полугодовое соглашение с возможностью продления на год с греческим АЕКом. 5 февраля 2011 года в матче против «Ариса» он дебютировал в греческой Суперлиге. За полгода Набиль принял участие в 9 встречах и ни разу не поразил ворота соперников, руководство отказалось продлевать соглашение, и он вернулся в Испанию. После сезона за «Сабадель», Баха подписал соглашение с китайским «Далянь Аэрбин». 3 августа 2013 года в матче против «Ухань Чжоэр» он дебютировал в чемпионате Китая. 15 сентября в поединке против «Шанхай Шэньсинь» Набиль забил свой первый гол за новый клуб.

## Карьера в сборной
В феврале 2003 года Баха дебютировал за сборную Марокко. В 2004 года в составе национальной команды он принял участие в Кубке африканских наций в Тунисе. В матче 1/2 финала против сборной Мали Набиль забил гол, а также сыграл в финале против хозяев чемпионата сборной Туниса. С национальной командой он завоевал серебряные медали первенства.

## Тренерская карьера
В 2024 году был назначен главным тренером сборной Марокко до 17 лет. В апреле 2025 года выиграл с командой Кубок африканских наций (до 17 лет).

## Личная жизнь
Сын — футболист испанского клуба «Реал Бетис» Зияд Баха.

## Достижения

### В качестве игрока
Сборная Марокко
- Серебряный призёр Кубка африканских наций: 2004

### В качестве тренера
Сборная Марокко (до 17 лет)
- Чемпион Кубка африканских наций (до 17 лет): 2025